# Сеидзаде, Фуад Багир оглы
Фуад Багир оглы Сеидзаде (азерб. Fuad Bağır oğlu Seyidzadə; 1938, Баку — 14 августа 1972, Баку) — азербайджанский советский архитектор, соавтор памятника воинам 77-й Симферопольской стрелковой дивизии на склоне Сапун-горы в Севастополе, ресторана «Баку» в Санкт-Петербурге, автор многочисленных проектов, реализованных в микрорайонах Баку.

## Биография
Фуад Сеидзаде родился в 1938 году в городе Баку. Отец Фуада — Багир Сеидзаде был одним из известных общественно-политических и культурных деятелей того периода. Являвшийся некоторое время консулом в Тебризе, Багир Сеидзаде жил с семьей в Иране. Фуад Сеидзаде, который впервые пошел в школу в Тебризе, впоследствии окончил среднюю школу номер 6 в Баку. Затем он учился в Художественном училище имени Азима Азимзаде, получил высшее образование на архитектурном факультете Азербайджанского политехнического института.
В 1956—1957 годах продолжил образование в Московском архитектурном институте. Рисунки, созданные им еще в школьные годы, высоко оценил народный художник Микаил Абдуллаев. На основании отзыва известного художника Фуад был принят сразу на второй курс художественного училища. Большое стремление к музыкальному творчеству Фуада, получившего в годы учебы в средней школы и музыкальное образование, привлекло внимание маэстро Ниязи. Он уговаривал Багир муаллима направить Фуада по дирижерской стезе. Однако Фуад был во власти стремления к одной из интересующих его сфер искусства. Его мечты были об архитектуре. Еще студентом он принимал участие в международных конкурсах, его рисунки были удостоены различных премий и наград. Его проект «Сумгаит — город-спутник» получил награду на конкурсе в Гаване.
Ф. Сеидзаде, имеющий значительные заслуги в развитии архитектуры Азербайджана в 60-70-х годах прошлого века, обладал необычайным талантом, высоким художественным вкусом, творческим потенциалом. Достигая в своих проектах новаторства и воплощения новых идей, Ф.Сеидзаде стремился к единству классического, национального и современного стилей.
Проекты гостевых домов, возводимых в различных районах, разрабатывались Ф. Сеидзаде в нестандартном стиле. В Севастополе на склоне Сапун-горы есть памятник воинам 77-й Симферопольской стрелковой дивизии. Этот памятник, возведенный в память об азербайджанцах, погибших во Второй мировой войне, — плод совместной работы скульптора Омара Эльдарова и Фуада Сеидзаде. Ф. Сеидзаде подготовил интересные проекты и со скульптором Токаем Мамедовым. В результате этой работы в Санкт-Петербурге был построен ресторан «Баку».